# 이혜정 (모델)
이혜정(1984년 6월 18일 ~ )은 대한민국의 전직 농구 선수,  본관: 덕수 이씨, 현재 패션모델이다. 종교는 불교이며 패션 모델로 전향하기 전 우리은행 위비에서 농구선수로 활동했다.

## 학력
- 선일여자고등학교

## 출연작

### 드라마
- 2015년 MBC 수목드라마 《그녀는 예뻤다》 ... 모델 역
- 2021년 tvN 토일드라마 《빈센조》 ... 정도희 역 (14회)

### 예능
- KBS 《우리동네 예체능》 (2013년)
- tvN 《대화가 필요한 개냥》 (2017년)
- MBCevery 《비디오스타》 (2017년)
- tvN 《인생술집》（2018년）75회
- Mnet 《더 꼰대 라이브》（2018년）2회
- SBS  《골때리는 그녀들》 (2021년~2024) fc 액셔니스타 맹활약 후 하차 2025 sbs 사장배 여자 미니 축구대회 골 때리는 그녀들 fc액셔니스타 에서 fc구척장신 선수로 이적 fc탑걸 에서 맹활약을 한 태미 선수가 fc액셔니스타 로 이적한 데 이어 두번째 이적한 선수가 됐다

## 광고
- 동아제약 이너뷰티 《아일로》 (2022년 7월~9월)

## SNS
- 인스타그램 《sweetyhye》[1]
- 유튜브 《이혜정의 요술집》[2]